# Pedicularis anthemifolia
Pedicularis anthemifolia là loài thực vật có hoa thuộc họ Cỏ chổi. Loài này được Fisch. ex Colla mô tả khoa học đầu tiên năm 1835.